# Sozialistische Entwicklungsgemeinschaften Rennsport
Sozialistische Entwicklungsgemeinschaften Rennsport, w skrócie SEG – wschodnioniemiecki konstruktor samochodów wyścigowych.

## Historia

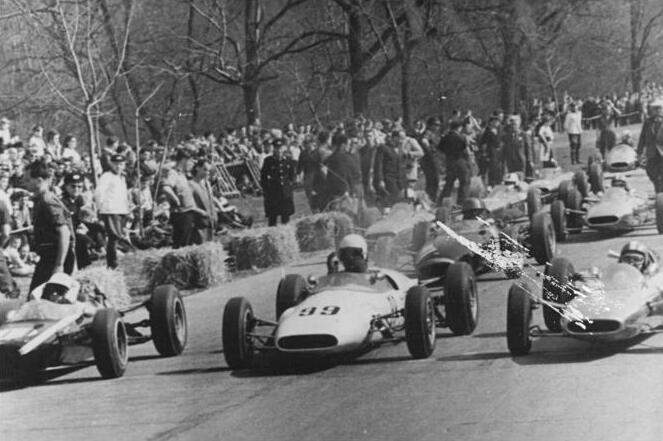
Willy Lehmann (pośrodku) w SEG II podczas wyścigu Halle-Saale-Schleife 1964

Przedsiębiorstwo zostało założone w 1960 roku z inicjatywy rządu NRD. W 1962 roku napędzane silnikami Wartburg R3 samochody SEG I zadebiutowały we Wschodnioniemieckiej Formule Junior. Czołowymi kierowcami marki byli Willy Lehmann i Siegfried Seifert. W 1963 roku wprowadzono drugą generację tych samochodów (SEG II).
Pojazdy SEG były konkurencyjne na tle innych wschodnioniemieckich konstrukcji. Willy Lehmann zdobył nimi tytuły mistrzowskie w latach 1962, 1965 oraz 1966. Samochody tej marki były używane do końca istnienia Wschodnioniemieckiej Formuły 3, a następnie również w Wyścigowych Mistrzostwach NRD.